# Szegedi Csaba (operaénekes)
Szegedi Csaba (Sajószentpéter, 1981. december 1. –) magyar operaénekes (bariton).

## Élete
Perkupán nőtt fel. Ősei bányászok, földművesek. Lelkésznek készült, a miskolci Lévay József Református Gimnáziumban volt középiskolás. Sikertelen egyetemi felvételik után a Miskolci Nemzeti Színház kórusában énekelt, itt figyeltek fel hangjára. Komolyan csak 2002-ben kezdett zenét tanulni, amikor a budapesti Bartók Béla Konzervatórium ének szakán Fekete Mária tanítványa lett. 2003 és 2008 között a Zeneakadémián Sólyom-Nagy Sándor, Kovalik Balázs, Medveczky Ádám és Oberfrank Péter növendéke volt. 2004 óta több hazai és nemzetközi énekversenyen ért el jó helyezést. Több ösztöndíjat is elnyert.
A 2008–2009-es évadban szerződtette a Magyar Állami Operaház, ahol azóta számos lírai bariton főszerepet énekelt.
2011-ben Fischer Ádám vezényletével vendégszerepelt a brüsszeli La Monnaie Színházban. 2014-ben a klagenfurti Stadttheaterben énekelt. 2015-ben fellépett az ENSZ alapításának 70. évfordulójára rendezett New York-i gálán.

## Szerepei
- Berlioz: Benvenuto Cellini — Fieramosca
- Bizet: Carmen — Escamillo
- Ferruccio Busoni: Doktor Faust — Faust
- Cimarosa: A karmester — címszerep
- Csajkovszkij: Jevgenyij Anyegin — címszerep
- Csajkovszkij: A pikk dáma — Jeleckij herceg
- Donizetti: A szerelmi bájital — Belcore
- Donizetti: Rita — Gasparo
- Donizetti: Don Pasquale — Malatesta doktor
- Erkel Ferenc: Bánk bán — Petur bán; Biberach
- Gluck–Richard Strauss: Iphigénia Tauriszban — Thoasz
- Haydn: Orfeusz és Euridiké — Kreon
- Kacsóh Pongrác: János vitéz — Bagó
- Kodály: Háry János — címszerep
- Kodály: Székely fonó — A kérő; Gazdag legény
- Ruggero Leoncavallo: Bajazzók — Tonio; Silvio
- Mascagni: Parasztbecsület — Alfio
- Mozart: Don Juan — címszerep
- Mozart: Figaro házassága — Almaviva gróf
- Mozart: Così fan tutte — Guglielmo
- Mozart: A varázsfuvola — Papageno
- Luigi Nono: Türelmetlenség 1960 — Egy algériai
- Puccini: Bohémélet — Marcell; Schaunard
- Puccini: Turandot — Ping
- Rossini: Hamupipőke — Dandini
- Rossini: A sevillai borbély — Figaro
- Richard Strauss: Elektra — Öreg szolga
- Richard Strauss: Ariadné Naxos szigetén — Harlekin
- Verdi: Traviata — Georges Germont
- Verdi: Simon Boccanegra — Paolo Albiani
- Verdi: Jeruzsálem — Toulouse grófja
- Verdi: Don Carlos — Posa márki
- Verdi: Otello — Montano

## Díjai, elismerései
- 2011 – Junior Prima díj
- 2012 – Juventus díj (Ádám Tibor és felesége által alapított operaházi díj)
- 2017 – Magyar Bronz Érdemkereszt[2]